# Veľký Cetín
Veľký Cetín (em húngaro: Nagycétény) é um município da Eslováquia, situado no distrito de Nitra, na região de Nitra. Tem 16,87 km² de área e sua população em 2018 foi estimada em 1.566 habitantes.

## Demografia
| Ano:        | 1994 | 2004   | 2014   | 2024   |
| ----------- | ---- | ------ | ------ | ------ |
| Broj ljudi: | 1740 | 1692   | 1591   | 1607   |
| Razlika:    |      | -2,75% | -5,96% | +1,00% |

| Ano:               | 2023 | 2024   |
| ------------------ | ---- | ------ |
| Número de pessoas: | 1610 | 1607   |
| Diferença:         |      | -0,18% |